# Operacja charkowska (1942)
Operacja charkowska lub druga bitwa o Charków – operacja ofensywna Armii Czerwonej na froncie wschodnim podczas II wojny światowej w dniach od 12 do 28 maja 1942 roku. Po udanej operacji barwienkowsko-łozowskiej przeprowadzonej w styczniu 1942 roku przez oddziały frontów Południowo-Zachodniego i Południowego, jako część zimowej kontrofensywy po bitwie pod Moskwą, wojska Armii Czerwonej utworzyły przyczółek mostowy w Izjumie nad Dońcem (występujący także pod nazwą występ barwienkowski). Wiosną 1942 roku Stawka zaplanowała kolejną ofensywę na wschodniej Ukrainie mającą na celu wyzwolenie Charkowa i powiększenie inicjatywy strategicznej na korzyść Armii Czerwonej na południowym odcinku frontu wschodniego. Ofensywa ta miała się rozpocząć z przyczółka mostowego w Izjumie zdobytego w styczniu 1942 roku.
12 maja 1942 roku radzieckie wojska pod dowództwem marszałka Siemiona Timoszenko rozpoczęły ofensywę przeciwko niemieckiej 6. Armii broniącej rejonu Charkowa. Po początkowych sukcesach, ofensywa została jednak powstrzymana przez niemieckie kontrataki. Tragiczne błędy kilku głównych oficerów sztabu i błędy Stalina, którzy niedokładnie oszacowali potencjał 6. Armii i zbytnio przeceniali swoje nowo wyszkolone jednostki, doprowadził do udanego niemieckiego kontrataku, który odciął przednie atakujące jednostki radzieckie od reszty frontu radzieckiego.

## Plany, przygotowania i siły obu stron

### Związek Radziecki
Po zwycięstwie pod Moskwą i zimowych kontrofensywach z przełomu 1941–1942 roku Stalin był zdeterminowany do kontynuowania działań ofensywnych przeciwko Niemcom wzdłuż całej linii frontu wschodniego. Determinacja Stalina była pogłębiona przez jego przekonanie, że nowa ofensywa przeprowadzona wiosną lub latem 1942 roku doprowadziłaby do kompletnego załamania się armii niemieckiej na froncie wschodnim. On i Stawka błędnie oceniali stan armii przeciwnika i jego zamiary na najbliższe miesiące. Wehrmacht miał być w złej kondycji, a kierunek działań ofensywnych ponownie miała stanowić Moskwa. Jednocześnie przewidywano ofensywę na Kaukaz. Część generałów radzieckich, w tym szef Sztabu Generalnego Armii Czerwonej gen. Borys Szaposznikow i generałowie Aleksandr Wasilewski oraz Gieorgij Żukow, była przeciwna planom Stalina, proponując bardziej defensywną strategię. Stalin początkowo zgodził się na propozycję generałów, lecz później rozkazał zaplanowanie siedmiu lokalnych ofensyw od Morza Bałtyckiego do Morza Czarnego. Na posiedzeniu rady wojennej Frontu Południowo-Zachodniego 22 marca 1942 roku, w którym wzięli udział marsz. Timoszenko, członek rady Chruszczow i naczelnik sztabu Iwan Bagramian, zaproponowano ofensywę tego frontu, która w pierwszej fazie miała dojść do linii Homel–Kijów–Czerkasy, a następnie dojść do linii Czerkasy–Pierwomajsk–Mikołajów. Te zupełnie nierealne plany zostały odrzucone przez Sztab Generalny. W tej sytuacji rada frontu zaproponowała ograniczoną operację, mająca na celu zniszczenie wojsk niemieckich wokół Charkowa i wyzwolenie miasta.
Do jej przeprowadzenia wyznaczono 6. Armię gen. A.M. Gorodnianskiego, nacierającą bezpośrednio na Charków i armijną grupę operacyjną gen. L.W. Bobkina, nacierającą na Krasnograd. Łącznie natarcie miało przeprowadzić 10 dywizji strzeleckich i 3 kawaleryjskie, 11 brygad pancernych i 2 zmotoryzowane. Rezerwę stanowiły 2 dywizje strzeleckie i korpus kawaleryjski. Jednocześnie do akcji miały wejść 4 świeżo sformowane korpusy pancerne liczące po trzy brygady czołgów i brygadę strzelecką. Wymienioną grupę miała wspierać kolejna grupa uderzeniowa wykonująca pomocnicze uderzenie z rejonu Wowczańska z obejściem Charkowa od północy i zachodu i wyjściem naprzeciw atakującej z południa 6. Armii. Grupa ta składała się z 28., 21. i 38. Armii, liczących 18 dywizji strzeleckich i 3 kawaleryjskie oraz 7 brygad pancernych i 2 zmotoryzowane. Zabezpieczenie operacji miały stanowić 57. i 9. Armia z Frontu Południowego. W tym czasie Armia Czerwona na południowym odcinku frontu łącznie przeznaczyła do tej operacji 640 tys. żołnierzy, 1200 czołgów, 13 tys. dział i moździerzy oraz 926 samolotów. Większością tych sił dysponował Front Południowo-Zachodni.
Ponieważ Front Południowy był znacznie słabszy od stojącego naprzeciw przeciwnika, dowódca 9. Armii chciał utworzyć mocną linię obrony przeciwpancernej, ale dowódca frontu gen. Malinowski i dowódca wojsk na południowym odcinku frontu marsz. Timoszenko nie wyrazili na to zgody, co miało w przyszłości duże konsekwencje.

### III Rzesza
Strona niemiecka planowała rozpoczęcie ofensywy 18 maja mającej na celu utrzymanie Charkowa i przekroczenie rzeki Doniec. Operację o kryptonimie „Fridericus” miała przeprowadzić 6. Armia wraz z grupą „Kleist”, złożoną z 1. i 17. Armii. Uderzenie planowano przeprowadzić z rejonu Balaklei i Słowiańska w kierunku Izjuma. Na tym samym odcinku, gdzie miała się rozpocząć radziecka ofensywa Niemcy posiadali 636 tys. żołnierzy, ponad 1000 czołgów, 14 tys. dział i moździerzy oraz ponad 1000 samolotów. 

## Przebieg operacji
Ofensywa radziecka rozpoczęła się 12 maja atakiem obu grup uderzeniowych. W ciągu trzech dni linie obronne 6. Armii zostały złamane na północ i południe od Charkowa na szerokości po 50 km. Front w kierunku Wowczańska przesunięto o 18-25 km, a od występu barwienkowskiego o 25-50 km. Po trzech dniach operacji dowództwo odcinka południowego proponowało Stawce włączenie do ofensywy wojsk Frontu Briańskiego i rozwijanie działań Frontu Południowo-Zachodniego. Jednak nikt nie zwrócił na to uwagi, że 14 maja nie wykorzystano sytuacji i nie wprowadzono w wyłom oddziałów pancernych i zmotoryzowanych, a działania wciąż kontynuowano siłami piechoty. Tempo ataku gwałtownie spadało, a drugi rzut skierowano do akcji dopiero 17 maja. Do tego czasu Niemcy zdążyli podciągnąć rezerwy i zorganizować drugą linię obrony. Tego samego dnia przeciwko 9. i 57. Armii z rejonu Kramatorska i Słowiańska ruszyła grupa „Kleist”, licząca 11 dywizji. Równocześnie rozpoczął się kontratak niemiecki na wschód od Charkowa i na południe od Biełgorodu, wymierzony w 28. Armię Frontu Południowo-Zachodniego. Uderzenie zepchnęło 9. Armię, która zaczęła się cofać za Doniec i na Barwienkowo. Dowództwo odcinka południowo-zachodniego niewłaściwie oceniło zagrożenie od tej strony i nakazało kontynuację ataku na Charków. Groziło to okrążeniem całej grupy atakującej to miasto. Wieczorem 17 maja gen. Wasilewski zameldował o zaistniałej sytuacji Stalinowi i zaproponował przerwanie ataku i skierowanie większości sił do likwidacji wyłomu. Propozycję tę powtórzono następnego dnia, ale rada wojskowa przekonała Stalina, że sytuacja nie jest tak zła i nie ma potrzeby przerywania operacji. Natarcie kontynuowano, a do jego wzmocnienia wydzielono rezerwy z puli głównodowodzącego, czyli Stalina. Mogły one dotrzeć dopiero w ciągu trzech lub czterech dni, więc zdecydowanie za późno. 
Timoszenko powagę sytuacji zrozumiał dopiero po południu 19 maja i rozkazał przejść do obrony na całym odcinku frontu. Było już za późno na obronę i do 23 maja cała grupa uderzeniowa znalazła się w okrążeniu. Część odciętych oddziałów od 24 do 29 maja przebijała się w stronę Dońca. Niektórym z nich udało się przedostać na drugi brzeg rzeki. W tym samym czasie Niemcy przeprowadzili szereg natarć w rejonie występu barwienkowskiego i w kierunku na Wowczańsk. W efekcie w okrążeniu znalazła się też druga grupa uderzeniowa frontu. W warunkach zdecydowanej niemieckiej przewagi w powietrzu próba odblokowania tej grupy się nie udała, ale umożliwiła wyrwanie się z kotła 22 tys. żołnierzy.
Strona radziecka własne straty oceniała na 266 971 ludzi, w tym 46 314 rannych ewakuowanych, 13 556 zidentyfikowanych zabitych i 207 047 wziętych do niewoli. Według niepełnych danych stracono 652 czołgi, 1646 dział i 3278 moździerzy. Niemieckie straty w ludziach wyniosły ok. 20 000 żołnierzy.

## Galeria

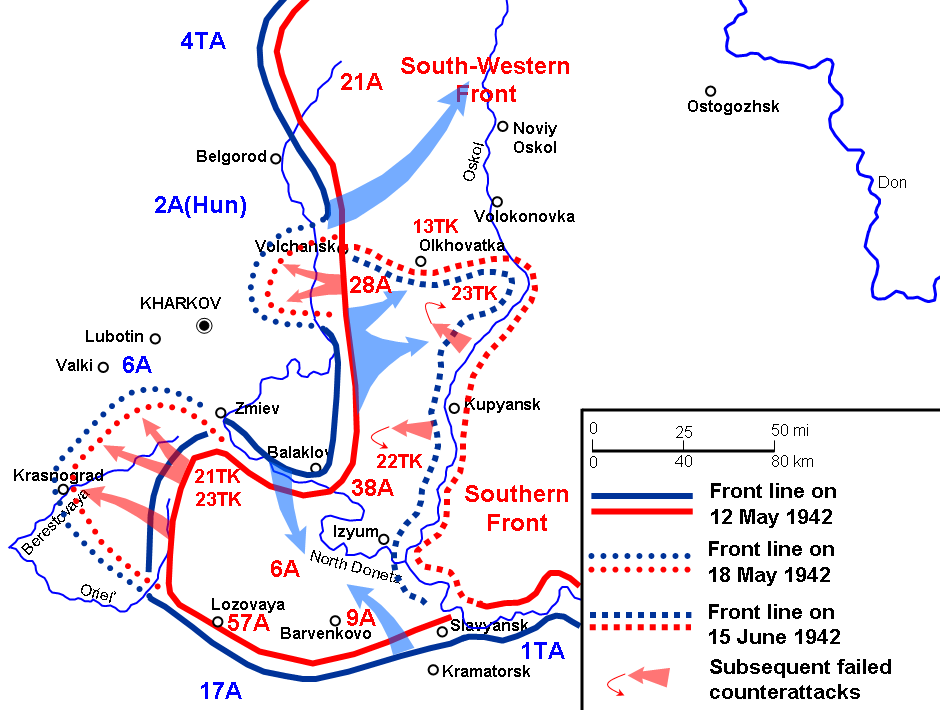
Mapa walk i położenia linii frontu w rejonie Charkowa pomiędzy 12 maja a 15 czerwca 1942 roku
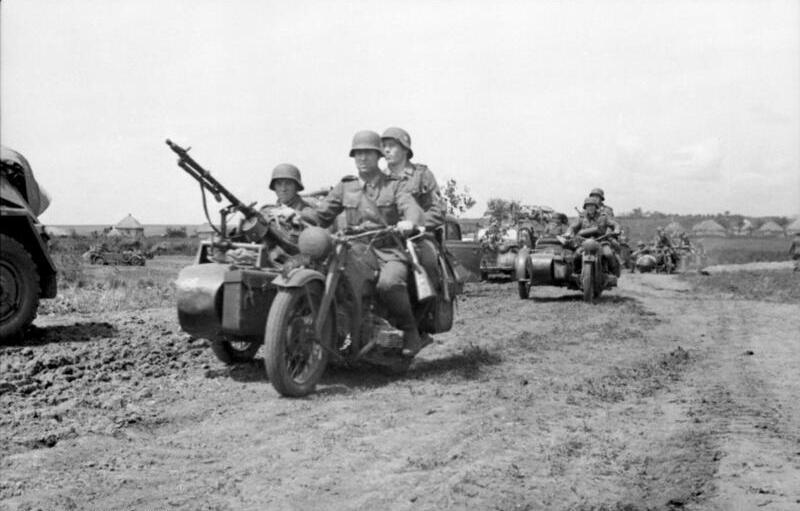
Niemieckie oddziały zmotoryzowane kierujące się na front w czasie bitwy
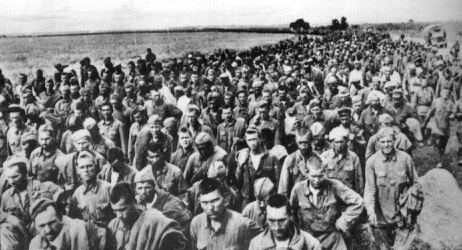
Radzieccy jeńcy wojenni wzięci do niewoli przez Niemców w czasie drugiej bitwy o Charków